# 2005–2006-os magyar férfi vízilabda-bajnokság (első osztály)
A 2005–2006-os magyar férfi vízilabda-bajnokság a századik magyar vízilabda-bajnokság volt. A bajnokságban tizenkét csapat indult el, a csapatok két kört játszottak. Az alapszakasz után a csapatok play-off rendszerben játszottak a végső helyezésekért.

## Alapszakasz
| #   | Csapat                       | M  | Gy | D | V  | G+  | G-  | P  |
| --- | ---------------------------- | -- | -- | - | -- | --- | --- | -- |
| 1.  | Domino-Bp. Honvéd            | 22 | 21 | 0 | 1  | 362 | 160 | 42 |
| 2.  | TEVA-Vasas SC-Plaket         | 22 | 19 | 1 | 2  | 287 | 159 | 39 |
| 3.  | Brendon-Fenstherm-ZF-Egri VK | 22 | 18 | 1 | 3  | 316 | 203 | 37 |
| 4.  | Szeged-Beton VE              | 22 | 12 | 4 | 6  | 233 | 178 | 28 |
| 5.  | Újpesti TE-VB Leasing        | 22 | 13 | 2 | 7  | 254 | 195 | 28 |
| 6.  | Betonút-Ferencvárosi TC      | 22 | 11 | 1 | 10 | 243 | 183 | 23 |
| 7.  | Szolnoki VSC                 | 22 | 7  | 4 | 11 | 200 | 237 | 18 |
| 8.  | Szentesi VK                  | 22 | 8  | 1 | 13 | 178 | 227 | 17 |
| 9.  | Pécsi VSK-Fűszért            | 22 | 7  | 0 | 15 | 185 | 239 | 14 |
| 10. | BVSC                         | 22 | 6  | 0 | 16 | 191 | 253 | 12 |
| 11. | OSC-Kaposvár                 | 22 | 2  | 2 | 18 | 167 | 318 | 6  |
| 12. | Neptun VSC                   | 22 | 0  | 0 | 22 | 132 | 396 | 0  |

* M: Mérkőzés Gy: Győzelem D: Döntetlen V: Vereség G+: Dobott gól G-: Kapott gól P: Pont

## Rájátszás

### 1–4. helyért
Elődöntő: Domino-Bp. Honvéd–Szeged-Beton VE 10–3, 11–5 és TEVA-Vasas SC-Plaket–Brendon-Fenstherm-ZF-Egri VK 8–6, 7–9, 14–10, 8–5
Döntő: Domino-Bp. Honvéd–TEVA-Vasas SC-Plaket 8–10, 8–9, 15–5, 9–8, 8–6
3. helyért: Brendon-Fenstherm-ZF-Egri VK–Szeged-Beton VE 10–6, 5–6, 14–10

### 5–8. helyért
5–8. helyért: Újpesti TE-VB Leasing–Szentesi VK 12–4, 8–5 és Betonút-Ferencvárosi TC–Szolnoki VSC 10–9, 13–11, 13–8
5. helyért: Újpesti TE-VB Leasing–Betonút-Ferencvárosi TC 13–8, 15–7
7. helyért: Szolnoki VSC–Szentesi VK 13–9, 12–8

### 9–12. helyért
9–12. helyért: Pécsi VSK-Fűszért–Neptun VSC 23–12, 10–9 és BVSC–OSC-Kaposvár 11–8, 10–7
9. helyért: Pécsi VSK-Fűszért–BVSC 12–7, 6–7, 14–11
11. helyért: OSC-Kaposvár–Neptun VSC 15–7, 9–4